# Several Others
Several Others is het tweede studioalbum van de Belgische postpunkband Whispering Sons. Het werd op 18 juni 2021 voor PIAS vrijgegeven. 

## Opname
Several Others klinkt anders dan de vorige plaat Image. Er wordt meer gebruik gemaakt van elektronica en de nummers zijn minder hard. In een interview  met Dansende Beren vertelde zangeres Fenne Kuppens:
“Na Image hadden we heel snel door welke dingen we leuk vonden, niet leuk vinden en welke dingen we anders wilden doen. Het belangrijkste punt was dat dat album nogal groots en misschien zelfs gotisch klonk, terwijl we het nu kleiner en persoonlijker wilden laten klinken. We hebben ook veel meer gezocht naar de essentie van de nummers en hebben daar verder op gebouwd. Vroeger werkten we vaak met een ‘dit is het’-gevoel. Nu zochten we meer naar wat we met de nummers wilden doen en welke extra’s we daarbij konden gebruiken.”
Over de teksten verklaarde ze:  “Ik zit nu meer met het live-gegeven in mijn hoofd bij het schrijven van nummers. Het perspectief verandert. Ik denk veel sneller aan hoe ik bepaalde zanglijnen voor een publiek kan brengen.” 

## Ontvangst
Several Others werd wisselend ontvangen. 
Bandcamp beschreef dit album als “De band nam de sterkste delen van hun oude werk en verfijnde het nog verder. Waar “Image” theatraal was, focusten ze dit keer meer op hun grootste sterkte - pure, onvervuilde intensiteit.”
Indiestyle verklaarde dat “De plaat zelf goed ineen zit. ‘Several others’ is een volwassen album waar geen zwak moment in te vinden is. Helaas zijn er misschien weinig échte hoogtepunten te vinden. De verschenen singles gaven al snel weg dat we beenharde postpunk konden verwachten en in dat genre is er nu eenmaal niet veel ruimte om te diversifiëren in het geluid. De accenten die ze gelegd hebben op ‘Several others’ geven het geheel een meerwaarde door het inzicht in hun geluid dat ze ten toon spreiden. “
Dansende Beren noteerde dat “Whispering Sons met Several Others de torenhoge verwachtingen niet helemaal weet in te lossen. Met hun ep, hun debuutalbum en hun stevige livereputatie legde de Limburgse band voor zichzelf de lat dan ook bijzonder hoog. De nieuwe plaat mag dan al even donker klinken als we van hen gewend zijn, een flink deel van de liedjes weegt toch iets te licht.”

## Tracklist
1. Dead End (3:55)
2. Heat (3:38)
3. (I Leave You) Wounded (4:04)
4. Vision (4:09)
5. Screens (4:08)
6. Flood (4:04)
7. Surface (3:20)
8. Aftermath (4:07)
9. Satantango (3:58)
10. Surgery (2:34)

## Bezetting
- Fenne Kuppens – Zang
- Kobe Lijnen – Gitaar
- Tuur Vandeborne – Basgitaar
- Sander Pelsmaekers – Drums
- Sander Hermans – Toetsen